# Итон, Гай
Чарльз ле Гай Итон (англ. Charles le Gai Eaton, также известный как Хасан ле Гай Итон или Хасан Абдул Хаким; 1 января 1921 г. — 26 февраля 2010 г.)  был британским дипломатом, писателем и исследователем суфизма. Принадлежал к кругу философов-традиционалистов, наряду с Рене Геноном, Фритьофом Шуоном и другими мыслителями.

## Ранние годы
Итон родился в Лозанне, Швейцария, и вырос в Лондоне под именем Гай. Он был сыном Фрэнсиса Эррингтона, который был женат, и его любовницы Рут. Чтобы скрыть, что ее сын незаконорожденный, Рут утверждала, что была замужем за канадцем Чарльзом Итоном (выдумка Эррингтона), к тому времени якобы умершим, и что Чарльз был отцом ребенка. Итон знал Эррингтона только как друга семьи до 16 лет, когда его мать раскрыла правду о его отцовстве. Воспитанный агностиком Итон получил образование в Чартерхаусской школе и Королевском колледже в Кембридже, где он изучал историю и переписывался с писателем Лео Майерсом.

## Дипломатическая карьера
Итона не призвали в армию во время Второй мировой войны. В конце 1940-х — начале 1950-х гг. он работал преподавателем и редактором газеты в Египте (в Каирском университете) и на Ямайке, прежде чем поступить на британскую дипломатическую службу в 1959 г.. В качестве дипломата Итон занимал посты в министерстве по делам колоний на Ямайке и в штате заместителя Верховного комиссара в Мадрасе, Индия, а также в других местах в Тринидаде и Гане. Итон окончательно вернулся в Великобританию в 1974 году и закончил дипломатическую карьеру три года спустя. После ухода с дипломатической службы в 1977 году он провел следующие 22 года в качестве консультанта Исламского культурного центра в Лондоне, где он также был редактором журнала Islamic Quarterly Journal.

## Академическая карьера
В 1951 году при поддержке исследователя суфизма Мартина Лингса Итон обратился в ислам. Он был введен в тарикат Лингса в 1975 г. Итон был консультантом Исламского культурного центра при мечети Риджентс-Парк в Лондоне в течение 22 лет.  В 1996 году он работал в комитете по разработке конституции Мусульманского совета Великобритании.
Итон часто критиковал господствующее мнение британских мусульман и считал, что мусульмане сами должны были свергнуть Саддама Хусейна в 2000-х годах. Что касается вторжения в Ирак в 2003 году, в интервью журналу Emel он заявил: «Я очень расстроен и не могу определиться, что я думаю... [Саддам] был нашим чудовищем, нам следовало с ним разобраться. Но мы настолько безнадежны и беспомощны, что оставляем это на усмотрение других людей, у которых есть свои мотивы и собственные цели». В той же статье Итон призвал к созданию британской исламской идентичности: «Пришло время мусульманам в Великобритании осесть, найти свой собственный путь, сформировать настоящее сообщество и открыть для себя специфически британский образ жизни в исламе… Постоянное прибытие с субконтинента необразованных иммигрантов, не говорящих по-английски, усложняет эту задачу».
Он написал несколько книг и часто публиковал статьи в ежеквартальном журнале сравнительного религиоведения и традиционных исследований  Studies in Comparative Religion. Последняя книга и автобиография Итона «Плохое начало и путь к исламу» были опубликованы издательством Archetype в январе 2010 г. Многие британцы, принявшие ислам, были вдохновлены его книгами, которые также являются изложением ислама для западных читателей, как религиозных, так и светских.

## Личная жизнь
Итон был внуком писателя и журналиста Дж. Э. Престона Маддока.
В первом браке (1944–1950) с актрисой Кей Клейтон родился их сын Лео (1945 г.), режиссер и продюсер документальных фильмов. В 1956 году Итон женился на Коре Гамильтон, художнице с Ямайки, у них родились сын и две дочери. Гамильтон умерла в 1984 году.
Гай Итон похоронен в мусульманской части кладбища Бруквуд.

## Издания на русском языке
- Кумарасвами А.К., Шуон Ф., Итон Г. Внезапный удар. Тамбов: Ex Nord Lux, 2021.
- Итон Г. Хозяин замка. Тамбов: Ex Nord Lux, 2023. 330 с.